# 南巴登足球协会
南巴登足球协会（德語：Südbadischer Fußball-Verband，简称南巴登足协(SBFV)）是南巴登行政区内709家足球俱乐部、268,800位注册球员和6,194支参赛球队的伞式组织。它于1948年12月12日成立，现为德国足球总会辖下的21个州级协会之一，总部设于弗赖堡。